# Tetraclitella costata
Tetraclitella costata is een zeepokkensoort uit de familie van de Tetraclitidae. De wetenschappelijke naam van de soort is voor het eerst geldig gepubliceerd in 1854 door Darwin.